# Horst Dassler
Horst Dassler (Herzogenaurach, 12 de março de 1936 — Herzogenaurach, 9 de abril de 1987) foi um empresário alemão, notório por sua carreira à frente da marca de calçados esportivos Adidas.
Horst era o filho mais velho de Adolf Dassler, fundador da marca de equipamentos esportivos Adidas, e sobrinho do fundador da também marca de equipamentos esportivos Puma. Embora seu tenha sido conhecido como o "sapateiro da nação", o próprio Horst ganhou destaque durante sua carreira empresarial, sendo considerado como o "pai do patrocínio esportivo".